# 嘎喇比額
嘎喇比額（阿美語：Kalapiat/Kalapiet），是台灣阿美族神話中的閃電女神（另一說法為電之精靈），她和丈夫的爭吵造成了雷電。

## 職責
嘎喇比額的名字來自於「閃電」（Kalapiyat），她是群電女神，全身穿著黃金做的衣服，因此在脫下衣服時所發出的閃光便造成了閃電。

## 傳說
嘎喇比額的丈夫是她的弟弟嘎格領（Kakring），但兩人的關係並不好，嘎格領經常因為不滿家裡的擺設而在家裡大吵大鬧，這時如果嘎喇比額想不到字眼去辱罵他的時候，就會在高處脫光衣服表達自己的蔑視（在阿美族眼中，暴露是女性表示最高程度的鄙夷），並且在過程中造成閃電；另有說法認為雙方爭吵是因為嘎格領用情不專、在外面有很多情人的關係:282。